# Großer Preis von Frankreich 1988
Der Große Preis von Frankreich 1988 (offiziell Rhône-Poulenc Grand Prix de France) fand am 3. Juli auf dem Circuit Paul Ricard in Le Castellet statt und war das siebte Rennen der Formel-1-Weltmeisterschaft 1988.

## Berichte

### Hintergrund
Hinsichtlich des Teilnehmerfeldes gab es keine Veränderung im Vergleich zum Großen Preis der USA zwei Wochen zuvor.
Mit Nigel Mansell, Alain Prost (jeweils zweimal), René Arnoux und Nelson Piquet (jeweils einmal) traten drei ehemalige Sieger zu diesem Grand Prix an.

### Training
Wie so oft in dieser Saison wurde die erste Startreihe wieder von den beiden McLaren gebildet, allerdings gelang es erstmals Prost, seinen Teamkollegen Ayrton Senna zu schlagen. Für die zweite Reihe qualifizierten sich die beiden Ferrari-Piloten Gerhard Berger und Michele Alboreto vor den beiden Benetton von Thierry Boutsen und Alessandro Nannini. Auch die vierte Startreihe bestand mit Piquet und Satoru Nakajima aus zwei Teamkollegen.
Beide Ligier-Piloten verfehlten ausgerechnet beim Heimrennen des Teams die Qualifikation.

### Rennen
Prost ging vor Senna, den beiden Ferrari sowie dem gut gestarteten Piquet in Führung.
Infolge eines Boxenstopps von Prost übernahm Senna in Runde 37 die Spitze. Bald darauf bekam er es mit Getriebeproblemen zu tun, sodass Prost wieder aufschließen konnte, jedoch zunächst keine Gelegenheit zum Überholen fand. Diese ergab sich erst in Runde 61 im Zuge eines Überrundungsmanövers. Während Prost dem Sieg entgegen fuhr, wurde Senna zum Ende des Rennens hin langsamer, da er nicht mehr alle Gänge zur Verfügung hatte. Er erreichte dennoch den zweiten Platz vor Alboreto, Berger, Piquet und Nannini.
Prost beendete seinen Heim-Grand-Prix mit einem Hattrick.
Die schnellste Runde des Rennens, eine von Prost in Runde 45 gefahrene 1:11,737, war über zwei Sekunden langsamer als die 1:09,548, die Piquet im Vorjahr in einem Honda-Williams gefahren war – eine Folge der Beschränkungen für Turbomotoren in dieser Saison, wobei der größte Unterschied in den Geschwindigkeiten liegt, die auf der nun 1 km langen Mistral-Geraden erreicht werden. Im Jahr 1987 wurden die schnellsten Turbo-Autos (Honda-Antrieb) auf der Geraden mit 325 km/h (202 mph) gemessen. Im Jahr 1988 wurde eine Höchstgeschwindigkeit von 311 km/h (193 mph) gemessen.

## Meldeliste
| Team                           | Nr. | Fahrer             | Chassis           | Motor                    | Reifen |
| ------------------------------ | --- | ------------------ | ----------------- | ------------------------ | ------ |
| Camel Team Lotus Honda         | 01  | Nelson Piquet      | Lotus 100T        | Honda RA168E 1.5 V6t     | G      |
| Camel Team Lotus Honda         | 02  | Satoru Nakajima    | Lotus 100T        | Honda RA168E 1.5 V6t     | G      |
| Tyrrell Racing Organisation    | 03  | Jonathan Palmer    | Tyrrell 017       | Ford Cosworth DFZ 3.5 V8 | G      |
| Tyrrell Racing Organisation    | 04  | Julian Bailey      | Tyrrell 017       | Ford Cosworth DFZ 3.5 V8 | G      |
| Canon Williams Team            | 05  | Nigel Mansell      | Williams FW12     | Judd CV 3.5 V8           | G      |
| Canon Williams Team            | 06  | Riccardo Patrese   | Williams FW12     | Judd CV 3.5 V8           | G      |
| West Zakspeed Racing           | 09  | Piercarlo Ghinzani | Zakspeed 881      | Zakspeed 1500/4 1.5 L4t  | G      |
| West Zakspeed Racing           | 10  | Bernd Schneider    | Zakspeed 881      | Zakspeed 1500/4 1.5 L4t  | G      |
| Honda Marlboro McLaren         | 11  | Alain Prost        | McLaren MP4/4     | Honda RA168E 1.5 V6t     | G      |
| Honda Marlboro McLaren         | 12  | Ayrton Senna       | McLaren MP4/4     | Honda RA168E 1.5 V6t     | G      |
| AGS Racing                     | 14  | Philippe Streiff   | AGS JH23          | Ford Cosworth DFZ 3.5 V8 | G      |
| Leyton House March Racing Team | 15  | Maurício Gugelmin  | March 881         | Judd CV 3.5 V8           | G      |
| Leyton House March Racing Team | 16  | Ivan Capelli       | March 881         | Judd CV 3.5 V8           | G      |
| USF&G Arrows Megatron          | 17  | Derek Warwick      | Arrows A10B       | Megatron M12/13 1.5 L4t  | G      |
| USF&G Arrows Megatron          | 18  | Eddie Cheever      | Arrows A10B       | Megatron M12/13 1.5 L4t  | G      |
| Benetton Formula Ltd           | 19  | Alessandro Nannini | Benetton B188     | Ford Cosworth DFR 3.5 V8 | G      |
| Benetton Formula Ltd           | 20  | Thierry Boutsen    | Benetton B188     | Ford Cosworth DFR 3.5 V8 | G      |
| Osella Squadra Corse           | 21  | Nicola Larini      | Osella FA1L       | Osella 890T 1.5 V8t      | G      |
| Rial Racing                    | 22  | Andrea de Cesaris  | Rial ARC1         | Ford Cosworth DFZ 3.5 V8 | G      |
| Lois Minardi Team              | 23  | Pierluigi Martini  | Minardi M188      | Ford Cosworth DFZ 3.5 V8 | G      |
| Lois Minardi Team              | 24  | Luis Pérez-Sala    | Minardi M188      | Ford Cosworth DFZ 3.5 V8 | G      |
| Ligier Loto                    | 25  | René Arnoux        | Ligier JS31       | Judd CV 3.5 V8           | G      |
| Ligier Loto                    | 26  | Stefan Johansson   | Ligier JS31       | Judd CV 3.5 V8           | G      |
| Scuderia Ferrari SpA SEFAC     | 27  | Michele Alboreto   | Ferrari F1-87/88C | Ferrari 033E 1.5 V6t     | G      |
| Scuderia Ferrari SpA SEFAC     | 28  | Gerhard Berger     | Ferrari F1-87/88C | Ferrari 033E 1.5 V6t     | G      |
| Larrousse Calmels              | 29  | Yannick Dalmas     | Lola LC88         | Ford Cosworth DFZ 3.5 V8 | G      |
| Larrousse Calmels              | 30  | Philippe Alliot    | Lola LC88         | Ford Cosworth DFZ 3.5 V8 | G      |
| Coloni SpA                     | 31  | Gabriele Tarquini  | Coloni FC188      | Ford Cosworth DFZ 3.5 V8 | G      |
| EuroBrun Racing                | 32  | Oscar Larrauri     | EuroBrun ER188    | Ford Cosworth DFZ 3.5 V8 | G      |
| EuroBrun Racing                | 33  | Stefano Modena     | EuroBrun ER188    | Ford Cosworth DFZ 3.5 V8 | G      |
| BMS Scuderia Italia            | 36  | Alex Caffi         | Dallara F188      | Ford Cosworth DFZ 3.5 V8 | G      |

## Klassifikationen

### Qualifying
| Pos. | Fahrer             | Konstrukteur    | Vorqualifikation | Vorqualifikation  | 1. Qualifikationstraining | 1. Qualifikationstraining | 2. Qualifikationstraining | 2. Qualifikationstraining | Start |
| Pos. | Fahrer             | Konstrukteur    | Zeit             | Ø-Geschwindigkeit | Zeit                      | Ø-Geschwindigkeit         | Zeit                      | Ø-Geschwindigkeit         | Start |
| ---- | ------------------ | --------------- | ---------------- | ----------------- | ------------------------- | ------------------------- | ------------------------- | ------------------------- | ----- |
| 01   | Alain Prost        | McLaren-Honda   | keine Zeit       | –                 | 1:08,171                  | 201,358 km/h              | 1:07,589                  | 203,092 km/h              | 01    |
| 02   | Ayrton Senna       | McLaren-Honda   | keine Zeit       | –                 | 1:08,456                  | 200,520 km/h              | 1:08,067                  | 201,666 km/h              | 02    |
| 03   | Gerhard Berger     | Ferrari         | keine Zeit       | –                 | 1:09,032                  | 198,847 km/h              | 1:08,282                  | 201,031 km/h              | 03    |
| 04   | Michele Alboreto   | Ferrari         | keine Zeit       | –                 | 1:09,624                  | 197,156 km/h              | 1:09,422                  | 197,730 km/h              | 04    |
| 05   | Thierry Boutsen    | Benetton-Ford   | keine Zeit       | –                 | 1:11,170                  | 192,873 km/h              | 1:09,587                  | 197,261 km/h              | 05    |
| 06   | Alessandro Nannini | Benetton-Ford   | keine Zeit       | –                 | 1:10,743                  | 194,038 km/h              | 1:09,718                  | 196,890 km/h              | 06    |
| 07   | Nelson Piquet      | Lotus-Honda     | keine Zeit       | –                 | 1:09,734                  | 196,845 km/h              | 1:09,900                  | 196,378 km/h              | 07    |
| 08   | Satoru Nakajima    | Lotus-Honda     | keine Zeit       | –                 | 1:11,394                  | 192,268 km/h              | 1:10,250                  | 195,399 km/h              | 08    |
| 09   | Nigel Mansell      | Williams-Judd   | keine Zeit       | –                 | 1:11,112                  | 193,031 km/h              | 1:10,337                  | 195,158 km/h              | 09    |
| 10   | Ivan Capelli       | March-Judd      | keine Zeit       | –                 | 1:11,779                  | 191,237 km/h              | 1:10,496                  | 194,717 km/h              | 10    |
| 11   | Derek Warwick      | Arrows-Megatron | keine Zeit       | –                 | 1:11,339                  | 192,416 km/h              | 1:10,634                  | 194,337 km/h              | 11    |
| 12   | Andrea de Cesaris  | Rial-Ford       | 1:12,898         | 188,301 km/h      | 1:11,854                  | 191,037 km/h              | 1:10,861                  | 193,714 km/h              | 12    |
| 13   | Eddie Cheever      | Arrows-Megatron | keine Zeit       | –                 | 1:11,567                  | 191,803 km/h              | 1:10,979                  | 193,392 km/h              | 13    |
| 14   | Alex Caffi         | Dallara-Ford    | 1:12,891         | 188,320 km/h      | 1:13,144                  | 187,668 km/h              | 1:11,211                  | 192,762 km/h              | 14    |
| 15   | Riccardo Patrese   | Williams-Judd   | keine Zeit       | –                 | 1:11,671                  | 191,525 km/h              | 1:11,286                  | 192,560 km/h              | 15    |
| 16   | Maurício Gugelmin  | March-Judd      | keine Zeit       | –                 | 1:11,315                  | 192,481 km/h              | 1:11,404                  | 192,241 km/h              | 16    |
| 17   | Philippe Streiff   | AGS-Ford        | keine Zeit       | –                 | 1:12,004                  | 190,639 km/h              | 1:11,466                  | 192,075 km/h              | 17    |
| 18   | Philippe Alliot    | Lola-Ford       | keine Zeit       | –                 | 1:12,286                  | 189,896 km/h              | 1:11,511                  | 191,954 km/h              | 18    |
| 19   | Yannick Dalmas     | Lola-Ford       | keine Zeit       | –                 | 1:12,547                  | 189,213 km/h              | 1:11,747                  | 191,322 km/h              | 19    |
| 20   | Stefano Modena     | EuroBrun-Ford   | 1:12,805         | 188,542 km/h      | 1:12,997                  | 188,046 km/h              | 1:12,007                  | 190,631 km/h              | 20    |
| 21   | Bernd Schneider    | Zakspeed        | keine Zeit       | –                 | 1:13,523                  | 186,701 km/h              | 1:12,026                  | 190,581 km/h              | 21    |
| 22   | Pierluigi Martini  | Minardi-Ford    | keine Zeit       | –                 | 1:13,039                  | 187,938 km/h              | 1:12,268                  | 189,943 km/h              | 22    |
| 23   | Jonathan Palmer    | Tyrrell-Ford    | keine Zeit       | –                 | 1:13,053                  | 187,902 km/h              | 1:12,316                  | 189,817 km/h              | 23    |
| 24   | Nicola Larini      | Osella          | keine Zeit       | –                 | 1:13,037                  | 187,943 km/h              | 1:12,406                  | 189,581 km/h              | 24    |
| 25   | Luis Pérez-Sala    | Minardi-Ford    | keine Zeit       | –                 | 1:12,938                  | 188,198 km/h              | 1:12,525                  | 189,270 km/h              | 25    |
| 26   | Oscar Larrauri     | EuroBrun-Ford   | 1:13,452         | 186,881 km/h      | 1:13,888                  | 185,778 km/h              | 1:12,538                  | 189,236 km/h              | 26    |
| DNQ  | René Arnoux        | Ligier-Judd     | keine Zeit       | –                 | 1:12,654                  | 188,934 km/h              | 1:12,736                  | 188,721 km/h              | –     |
| DNQ  | Julian Bailey      | Tyrrell-Ford    | keine Zeit       | –                 | 1:13,839                  | 185,902 km/h              | 1:12,697                  | 188,822 km/h              | –     |
| DNQ  | Stefan Johansson   | Ligier-Judd     | keine Zeit       | –                 | 1:13,629                  | 186,432 km/h              | 1:12,801                  | 188,552 km/h              | –     |
| DNQ  | Piercarlo Ghinzani | Zakspeed        | keine Zeit       | –                 | 1:14,797                  | 183,521 km/h              | keine Zeit                | –                         | –     |
| DNPQ | Gabriele Tarquini  | Coloni-Ford     | 1:14,214         | 184,962 km/h      | keine Zeit                | –                         | keine Zeit                | –                         | –     |

### Rennen
| Pos. | Fahrer             | Konstrukteur    | Runden | Stopps | Zeit        | Start | Schnellste Runde |
| ---- | ------------------ | --------------- | ------ | ------ | ----------- | ----- | ---------------- |
| 01   | Alain Prost        | McLaren-Honda   | 80     | 1      | 1:37:37,328 | 01    | 1:11,737         |
| 02   | Ayrton Senna       | McLaren-Honda   | 80     | 1      | + 31,752    | 02    | 1:11,856         |
| 03   | Michele Alboreto   | Ferrari         | 80     | 0      | + 1:06,505  | 04    | 1:12,002         |
| 04   | Gerhard Berger     | Ferrari         | 79     | 0      | + 1 Runde   | 03    | 1:11,866         |
| 05   | Nelson Piquet      | Lotus-Honda     | 79     | 0      | + 1 Runde   | 07    | 1:12,357         |
| 06   | Alessandro Nannini | Benetton-Ford   | 79     | 0      | + 1 Runde   | 06    | 1:12,570         |
| 07   | Satoru Nakajima    | Lotus-Honda     | 79     | 0      | + 1 Runde   | 08    | 1:12,979         |
| 08   | Maurício Gugelmin  | March-Judd      | 79     | 0      | + 1 Runde   | 16    | 1:13,567         |
| 09   | Ivan Capelli       | March-Judd      | 79     | 0      | + 1 Runde   | 10    | 1:13,143         |
| 10   | Andrea de Cesaris  | Rial-Ford       | 78     | 0      | + 2 Runden  | 12    | 1:12,814         |
| 11   | Eddie Cheever      | Arrows-Megatron | 78     | 0      | + 2 Runden  | 13    | 1:13,321         |
| 12   | Alex Caffi         | Dallara-Ford    | 78     | 0      | + 2 Runden  | 14    | 1:12,970         |
| 13   | Yannick Dalmas     | Lola-Ford       | 78     | 0      | + 2 Runden  | 19    | 1:13,968         |
| 14   | Stefano Modena     | EuroBrun-Ford   | 77     | 0      | + 3 Runden  | 20    | 1:14,319         |
| 15   | Pierluigi Martini  | Minardi-Ford    | 77     | 0      | + 3 Runden  | 22    | 1:14,551         |
| –    | Luis Pérez-Sala    | Minardi-Ford    | 70     | 0      | NC          | 25    | 1:14,198         |
| –    | Oscar Larrauri     | EuroBrun-Ford   | 64     | 0      | DNF         | 26    | 1:15,487         |
| –    | Nicola Larini      | Osella          | 56     | 0      | DNF         | 24    | 1:14,741         |
| –    | Bernd Schneider    | Zakspeed        | 55     | 0      | DNF         | 21    | 1:13,844         |
| –    | Nigel Mansell      | Williams-Judd   | 48     | 0      | DNF         | 09    | 1:13,671         |
| –    | Philippe Alliot    | Lola-Ford       | 46     | 0      | DNF         | 18    | 1:14,594         |
| –    | Jonathan Palmer    | Tyrrell-Ford    | 40     | 0      | DNF         | 23    | 1:15,490         |
| –    | Riccardo Patrese   | Williams-Judd   | 35     | 0      | DNF         | 15    | 1:15,014         |
| –    | Thierry Boutsen    | Benetton-Ford   | 28     | 0      | DNF         | 05    | 1:13,669         |
| –    | Philippe Streiff   | AGS-Ford        | 20     | 0      | DNF         | 17    | 1:14,800         |
| –    | Derek Warwick      | Arrows-Megatron | 11     | 0      | DNF         | 11    | 1:14,197         |

## WM-Stände nach dem Rennen
Die ersten sechs des Rennens bekamen 9, 6, 4, 3, 2 bzw. 1 Punkt(e). In der Fahrerwertung wurden die besten elf Resultate, in der Konstrukteurswertung alle Resultate gewertet.

### Fahrerwertung
| Pos. | Fahrer             | Konstrukteur    | Punkte |
| ---- | ------------------ | --------------- | ------ |
| 01   | Alain Prost        | McLaren-Honda   | 54     |
| 02   | Ayrton Senna       | McLaren-Honda   | 39     |
| 03   | Gerhard Berger     | Ferrari         | 21     |
| 04   | Michele Alboreto   | Ferrari         | 13     |
| 05   | Nelson Piquet      | Lotus-Honda     | 13     |
| 06   | Thierry Boutsen    | Benetton-Ford   | 11     |
| 07   | Derek Warwick      | Arrows-Megatron | 8      |
| 08   | Jonathan Palmer    | Tyrrell-Ford    | 5      |
| 09   | Andrea de Cesaris  | Rial-Ford       | 3      |
| 10   | Ivan Capelli       | March-Judd      | 2      |
| 11   | Alessandro Nannini | Benetton-Ford   | 2      |
| 12   | Satoru Nakajima    | Lotus-Honda     | 1      |
| 13   | Riccardo Patrese   | Williams-Judd   | 1      |
| 14   | Eddie Cheever      | Arrows-Megatron | 1      |
| 15   | Pierluigi Martini  | Minardi-Ford    | 1      |
| 16   | Yannick Dalmas     | Lola-Ford       | 0      |

| Pos. | Fahrer             | Konstrukteur  | Punkte |
| ---- | ------------------ | ------------- | ------ |
| 17   | Gabriele Tarquini  | Coloni-Ford   | 0      |
| 18   | Stefan Johansson   | Ligier-Judd   | 0      |
| 19   | Maurício Gugelmin  | March-Judd    | 0      |
| 20   | Alex Caffi         | Dallara-Ford  | 0      |
| 21   | Nicola Larini      | Osella        | 0      |
| 22   | Julian Bailey      | Tyrrell-Ford  | 0      |
| 23   | Philippe Streiff   | AGS-Ford      | 0      |
| 24   | Philippe Alliot    | Lola-Ford     | 0      |
| 25   | Luis Pérez-Sala    | Minardi-Ford  | 0      |
| 26   | Stefano Modena     | EuroBrun-Ford | 0      |
| 27   | Oscar Larrauri     | EuroBrun-Ford | 0      |
| 28   | Piercarlo Ghinzani | Zakspeed      | 0      |
| 29   | Adrián Campos      | Minardi-Ford  | 0      |
| –    | René Arnoux        | Ligier-Judd   | 0      |
| –    | Nigel Mansell      | Williams-Judd | 0      |
| –    | Bernd Schneider    | Zakspeed      | 0      |

### Konstrukteurswertung
| Pos. | Konstrukteur    | Punkte |
| ---- | --------------- | ------ |
| 01   | McLaren-Honda   | 93     |
| 02   | Ferrari         | 34     |
| 03   | Lotus-Honda     | 14     |
| 04   | Benetton-Ford   | 13     |
| 05   | Arrows-Megatron | 9      |
| 06   | Tyrrell-Ford    | 5      |
| 07   | Rial-Ford       | 3      |
| 08   | March-Judd      | 2      |
| 09   | Williams-Judd   | 1      |

| Pos. | Konstrukteur  | Punkte |
| ---- | ------------- | ------ |
| 10   | Minardi-Ford  | 1      |
| 11   | Lola-Ford     | 0      |
| 12   | Coloni-Ford   | 0      |
| 13   | Ligier-Judd   | 0      |
| 14   | Dallara-Ford  | 0      |
| 15   | Osella        | 0      |
| 16   | AGS-Ford      | 0      |
| 17   | EuroBrun-Ford | 0      |
| 18   | Zakspeed      | 0      |